# (S)-carnitina 3-deidrogenasi
La (S)-carnitina 3-deidrogenasi è un enzima appartenente alla classe delle ossidoreduttasi, che catalizza la seguente reazione:
(S)-carnitina + NAD+ ⇄ 3-deidrocarnitina + NADH + H+
L'enzima è specifico per l'enantiomero (S) della carnitina. A differenza della carnitina 3-deidrogenasi, dunque, l'enzima è in grado di agire solo su un enantiomero.